# Manoir de Sarvilahti
Le manoir de Sarvilahti (finnois : Sarvilahden kartano) ou manoir de Suur-Sarvilahti (finnois : Suur-Sarvilahden kartano) est un bâtiment d'influence baroque situé à Pernå dans la municipalité de Loviisa en Finlande.

## Histoire
Le nom Sarvilahti est évoqué pour la première fois en 1348 dans une lettre du roi Magnus Eriksson, lettre dans laquelle le propriétaire du terrain est nommé Anders Munck. 
En 1672, l'amiral Lorentz Creutz commence la construction du bâtiment de deux étages qui se termine en 1683. 
Après la famille Creutz, le manoir devient la propriété de la famille von Born. 
L'édifice principal conçu par Acfatius Groneberg sera réparé au XVIIe siècle.
Il sera rénové en  1883 par Frans Anatolius Sjöström. 
La cour baroquecour baroque devant le manoir est limitée par deux bâtiments d'aile d'un seul niveau.
Le bâtiment d'aile gauche est de la même époque que l'édifice principal alors que celui de l'aile droite date des années 1880.
Le jardin du manoir est aussi de style baroque.
Son aspect actuel lui est donné par P. Olsson dans les années 1930.
Dans les années 1950, le manoir est donné au Svenska Kulturfonden selon les vœux du testament de la famille sans enfants d'Alix et Ernst von Born
De l'ère de grandeur suédoise, il n'y a en Finlande que deux manoirs de la haute noblesse construits selon les enseignements architecturaux : le manoir de Louhisaari et le manoir de Suur-Sarvilahti, de style du classicisme hollandais